# Basilico thai

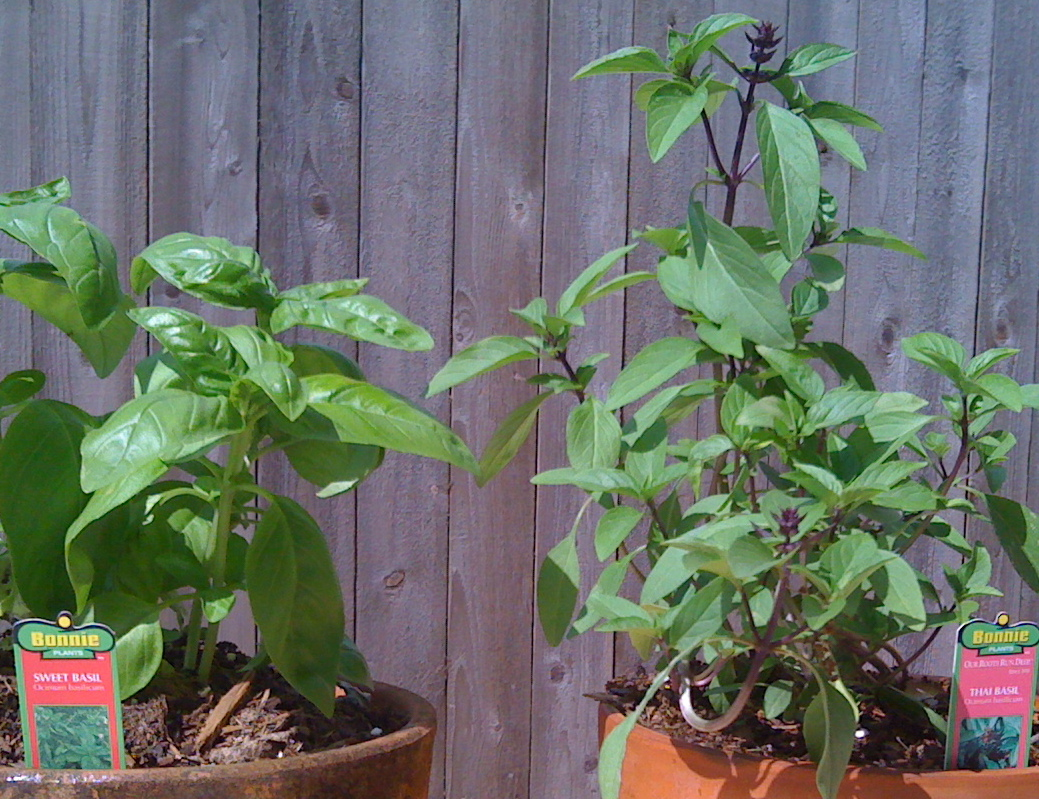
A sinistra il basilico genovese e a destra quello thai con le sue foglie lanceolate

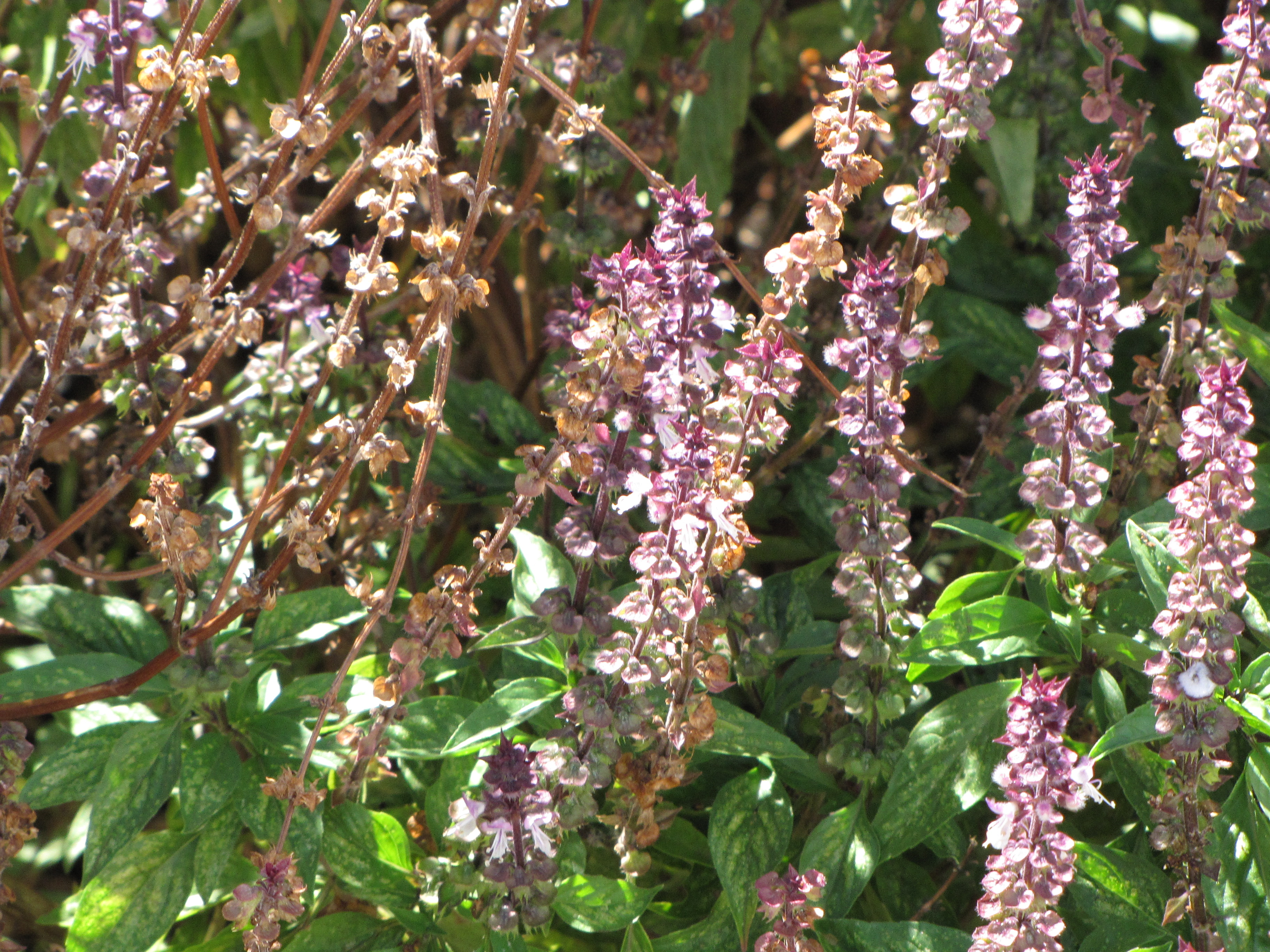
Infiorescenze a tirso del basilico thai

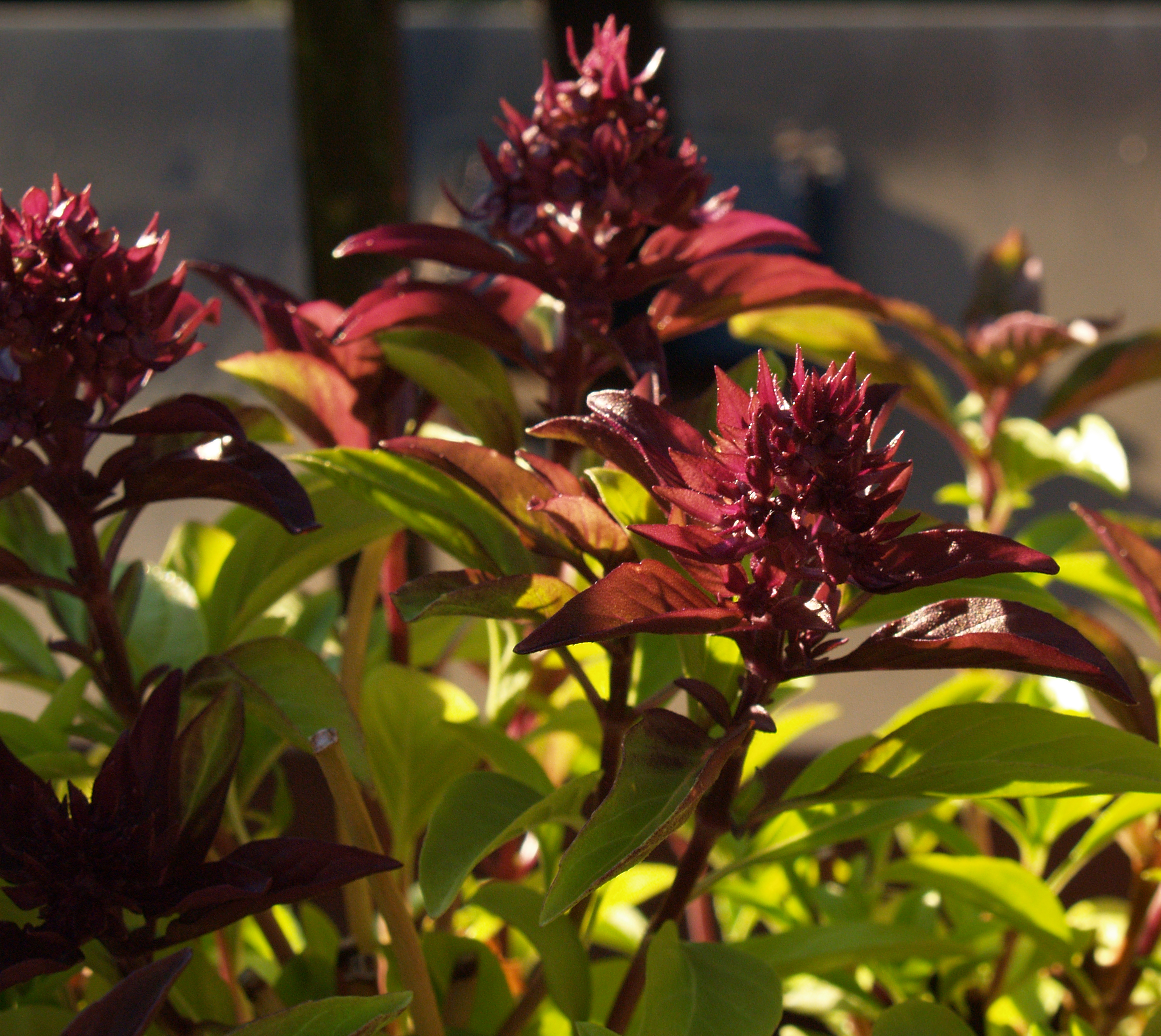
Fiori del basilico thai di fine estate

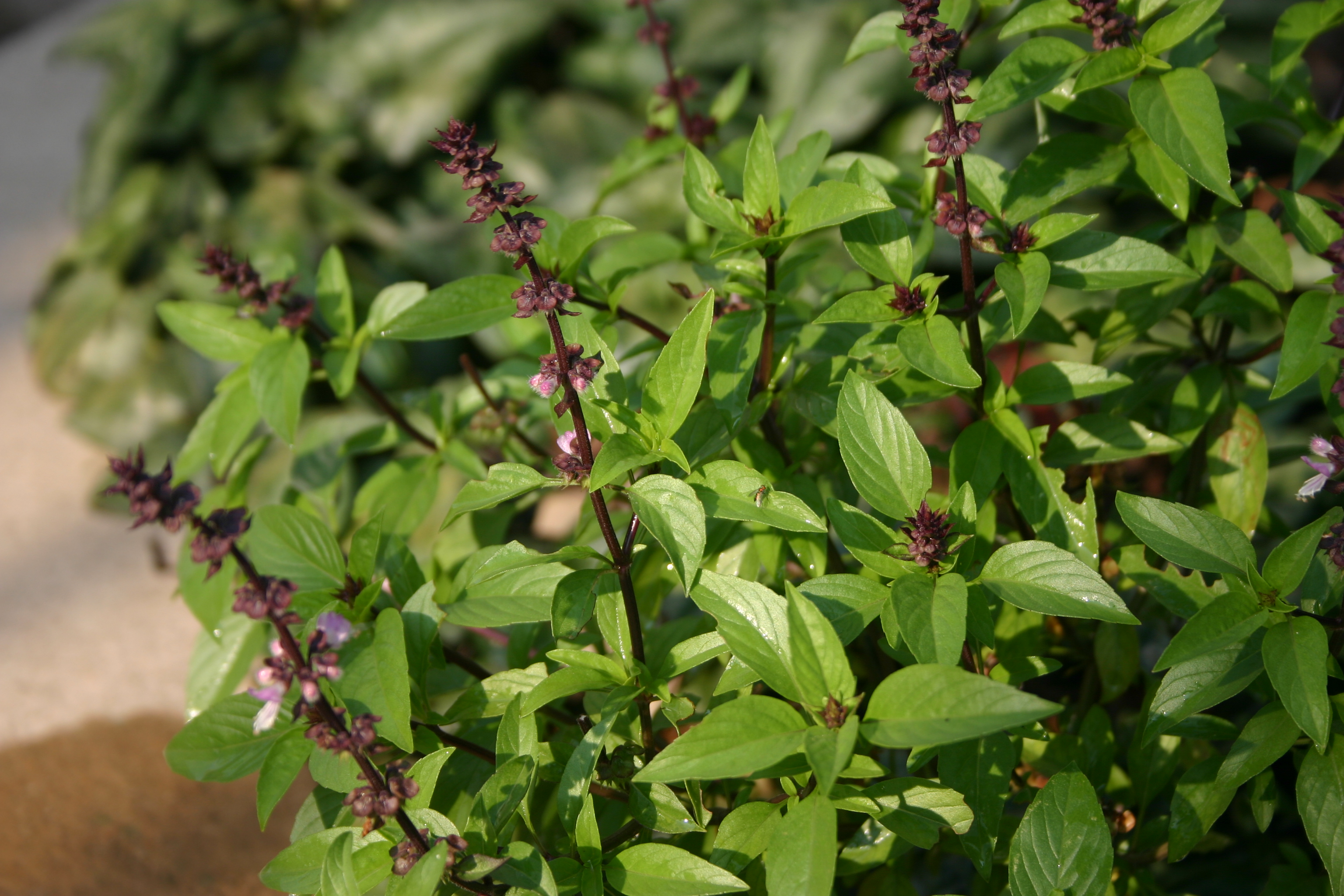
Fiori del basilico thai di mezza estate

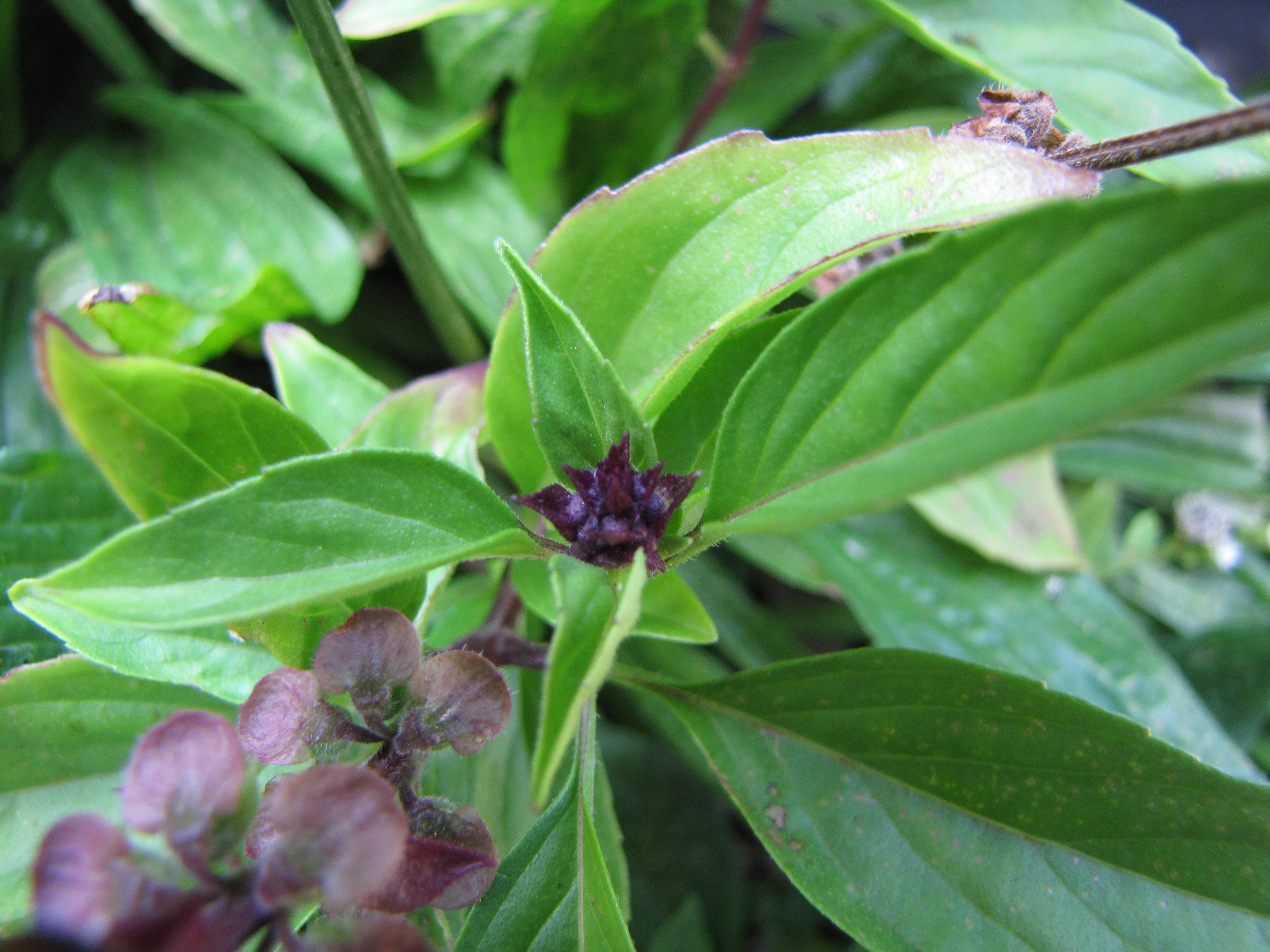
Foglie e inizio fioritura

Il basilico thai (in thailandese โหระพา, horapha, hǒːráʔpʰāː; in vietnamita húng quế) è la varietà thyrsiflora del basilico (Ocimum basilicum). Viene impiegato principalmente in gastronomia grazie al suo inconfondibile sapore leggermente piccante e al suo profumo, che sono stati accostati a quelli di anice, menta, agrume, liquirizia, cannella e chiodo di garofano; è un importante ingrediente nelle cucine thailandese, vietnamita, laotiana e cambogiana.

## Descrizione
La pianta di basilico thai è robusta e compatta, arriva fino a 45 cm di altezza e ha foglie verdi lanceolate strette e brillanti, leggermente serrate; il suo profumo e sapore sono stati accostati a quelli di anice, menta, agrume, liquirizia, cannella e chiodo di garofano; Ha una leggera piccantezza che non si riscontra in altre cultivar di basilico. Lo stelo è violaceo e di sezione quadrata, mentre le foglie sono decussate. Come si deduce dal suo nome scientifico, le infiorescenze sono a tirso. Le infiorescenza sono viola e i fiori sono rosa.

## Coltivazione
Il basilico thai è una pianta perenne tenera, ma viene di solito coltivata come se fosse annuale. Tipica pianta tropicale, resiste solo in climi molto caldi e senza gelo. Può crescere da un seme o da una talea in suolo fertile con pH tra 6,5 e 7,5, ben drenato ed esposto al sole pieno tra le 6 e le 8 ore al giorno. I fiori dovrebbero essere staccati per evitare che le foglie diventino amare. Si possono raccogliere le foglie un po' per volta a diverse riprese per favorirne la ricrescita. Quando cominciano a invecchiare, le foglie tendono a diventare violacee. Verso fine estate i fiori assumono varie colorazioni che vanno dal bianco al malva.

## Usi in cucina
Le foglie sono un ingrediente largamente usato nelle cucine del Sud-est asiatico, in particolare quelle thailandese, vietnamita, laotiana e cambogiana. Tra i piatti tipici della Thailandia in cui vengono aggiunte per insaporire vi sono il curry verde, il curry rosso e le vongole saltate con pasta di peperoncino. A Taiwan vengono utilizzate nella preparazione del celebre piatto nazionale sanbeiji a base di pollo. Vengono servite crude in tavola in Vietnam per essere aggiunte ai piatti di phở, bún bò Huế e bánh xèo o inserite nei panini fatti con il pane bánh mì. Anche quando vengono cotte a lungo, grazie alla loro robustezza le foglie di basilico thai mantengono comunque il gusto molto di più rispetto alle foglie di altre cultivar di basilico a parità di cottura.

## Differenza con altri tipi di basilico
Per il suo gusto caratteristico, il basilico thai viene a volte chiamato "basilico all'anice" o "basilico alla liquirizia", pur essendo sostanzialmente diverso da queste due piante. È una varietà di basilico e ha a sua volta diverse cultivar, tra cui la Siam Queen che cresce negli Stati Uniti d'America. Il suo nome vietnamita húng quế significa letteralmente "basilico alla cannella", ma è diverso dall'Ocimum basilicum varietà cannella, una differente varietà di basilico che cresce in Messico.
Le svariate cultivar di basilico, ognuna con il proprio distinto sapore, generano confusione nell'identificarne una determinata varietà. Nella cucina thailandese, oltre al basilico thai vengono utilizzati altri due tipi di basilico:
- il basilico sacro (Ocimum tenuiflorum, in thailandese กะเพรา, kaphrao), che è una specie diversa dal'Ocimum basilicum ed è particolarmente diffuso per il suo gusto piccante, pepato e simile ai chiodi di garofano o alla canfora. In India, dove prende il nome tulsi, è molto utilizzato a fini gastronomici, terapeutici e religiosi.[2][13][14]
- il basilico limone (O. × citriodorum, in thailandese แมงลัก, maenglak), con aroma e gusto che ricorda il limone, il meno utilizzato dei basilici tipici thailandesi.